# Kvarnkungen

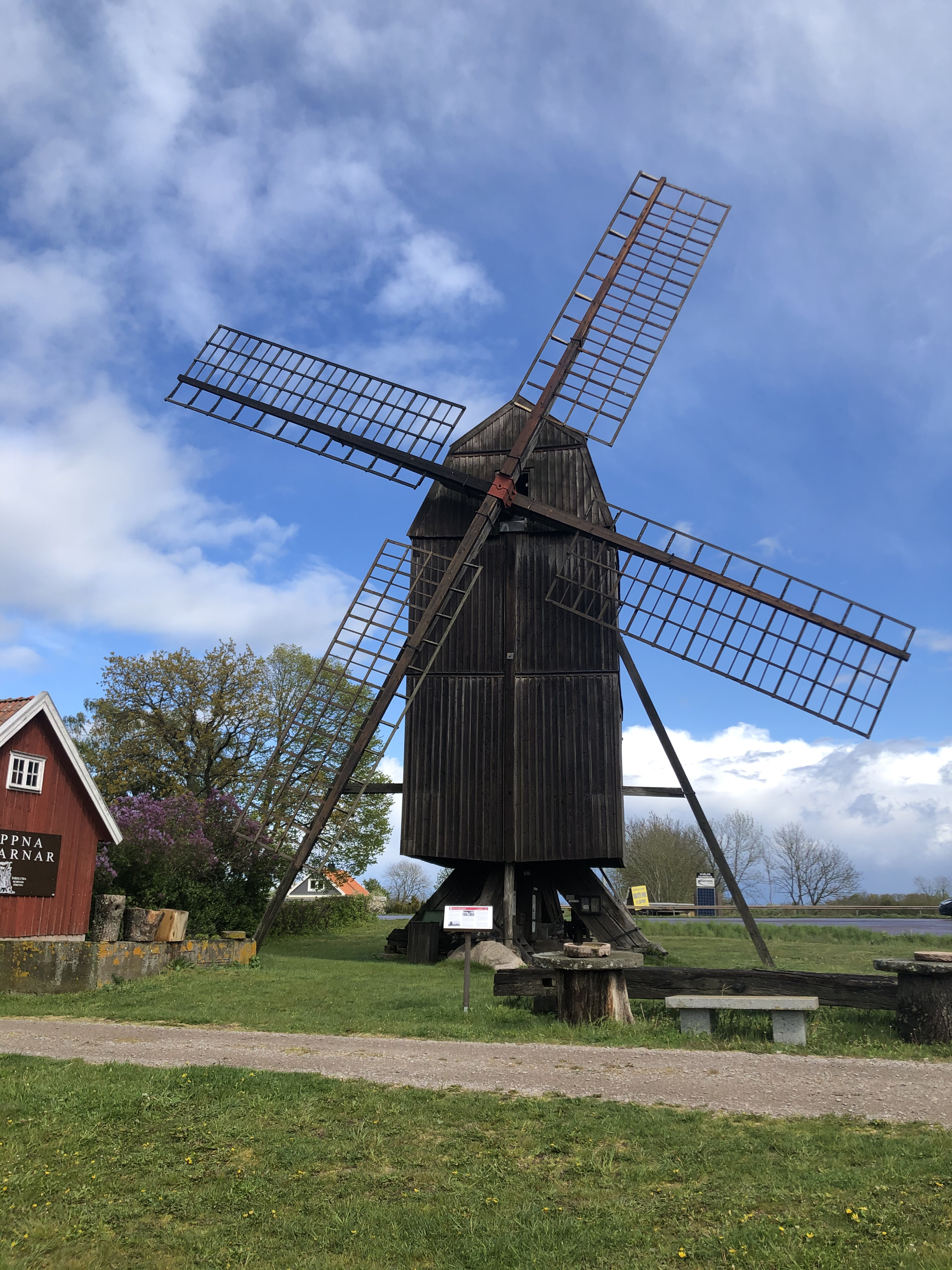
Kvarnkungen, Skandinaviens största stubbkvarn.

Kvarnkungen är Skandinaviens största bevarade väderkvarn av stubbkvarnstyp, belägen på landborgskanten vid byn Björnhovda, Mörbylånga kommun på Öland. Kvarnen byggdes i Kalmar år 1749 och flyttades till sin nuvarande position på 1880-talet där den fram till ca 1930 användes som tullkvarn där bönder kunde mala säd mot avgift eller som en tull av mjölet in natura. Kvarnen hade dubbla stenpar för mjölning, varav det ena användes för grövre malning av gröpe till djuren och det andra för finare malning till mjöl. Vid riktigt god vind hade Kvarnkungen en kapacitet på 400 kg mjöl och gröpe i timmen. I och med uppkomst och spridning av nya typer av kvarnar som använde ångkraft, råolja eller elektricitet minskade väderkvarnarnas konkurrenskraft och gradvis togs de ur drift. Mot slutet av 1930-talet hade Kvarnkungen ett stort renoveringsbehov och kvarnen togs över av Torslunda hembygdsförening 1938. Idag är den öppen för besökare under större delen av året.